# Покшидово
Покшидово (пол. Pokrzydowo, нім. Gottfriedsfelde) — село в Польщі, у гміні Збічно Бродницького повіту Куявсько-Поморського воєводства.
Населення — 928 осіб (2011).
У 1975-1998 роках село належало до Торунського воєводства.

## Демографія
Демографічна структура станом на 31 березня 2011 року:
|          | Загалом | Допрацездатний вік | Працездатний вік | Постпрацездатний вік |
| -------- | ------- | ------------------ | ---------------- | -------------------- |
| Чоловіки | 450     | 93                 | 318              | 39                   |
| Жінки    | 478     | 98                 | 294              | 86                   |
| Разом    | 928     | 191                | 612              | 125                  |